# Oortmanmolen
De Oortmanmolen is een korenmolen in Lattrop in de Nederlandse provincie Overijssel.
De molen werd in 1910 gebouwd, met gebruikmaking van een afgebroken molen uit Tjamsweer. In 1941 werd de molen onttakeld waarna de molenromp dienstdeed als maalderij op dieselkracht. De familie Oortman verkocht in 1983 aan de Molenstichting Lattrop-Tilligte. De stichting liet de molen weer maalvaardig herstellen. Een groot deel van de molen werd opnieuw opgebouwd en tevens werd de molen een stukje verplaatst. Sindsdien wordt de molen door vrijwillige molenaars in bedrijf gesteld.
De molen is thans ingericht met twee koppels maalstenen die op windkracht worden aangedreven.De roeden van de molen zijn 21,55 meter lang en zijn voorzien van het oud-Hollands hekwerk met zeilen.
Het object heeft de status gemeentelijk monument.